# BMW K 100
La BMW K 100 est une moto produite par BMW entre 1983 et 1988.

## Un moteur original
Le moteur est un quatre cylindres en ligne disposé longitudinalement dans le cadre. C'est le premier moteur 4 cylindres sur une moto de marque BMW et prévu à l'origine pour avoir une cylindrée de 1200 cm3. Le code du projet fut K589.
Couché horizontalement avec une culasse à gauche et le bas moteur à droite, ce moteur porteur se montre aussi performant qu'avare en sensations. Équipé d'une chaîne de distribution interne, cette mécanique très fiable et peu onéreuse à l'usage fait partie des moteurs les plus fiables jamais créés par la marque.
Ce moteur évoluera en différentes cylindrées jusqu'en 2009 : 1000 cm3 16v, 1100 cm3 16v et 1200 16v.
Il servit également de base au seul trois cylindres de la marque : amputé du cylindre avant et équipé d'un vilebrequin calé à 120°, il sera commercialisé sur la série K 75.
En 2009, BMW stoppera la production de sa K 1200 LT, dernier modèle 4 cylindres à plat de la marque.

## K 100
- Années de production : 1982-1990.
- Nombre de motos produites : 12871
- Prix : 12490 DM

Modèle dépouillé typé roadster, la K 100 était le premier modèle de la famille commercialisé. Complètement dépouillé, il était disponible avec un saute vent optionnel.
Son évolution technique est calquée sur sa petite sœur, la K 75 : freins à tambour puis à disques, ABS en option.  En  1986,  la  BMW  K 100,  en  LT,  devint  la  1re  moto  au  monde  à  proposer  l'ABS.

## K 100 RS
- Années de production : 1983-1988.
- Nombre de motos produites : 34804
- Prix : 15190 DM

Équipée d'un guidon sport ainsi que d'un carénage aérodynamique avec déflecteur, la RS est plus orientée Sport-GT qu'hypersport, mais reste capable de performances très honorables eu égard à son poids, d'une grande polyvalence et d'un confort très correct pour une sportive.

## K 100 RS/1
- Années de production : 1990-1993.
- Nombre de motos produites : 12666
- Prix : 19950 DM

Ce modèle à quatre soupapes par cylindre reprend le moteur du K1 avec un rapport de pont plus court.
Les changements sont notamment une nouvelle culasse à 16 soupapes et double arbre à cames en tête, ainsi qu'une injection reprogrammée en conséquence.
Les jantes sont des modèles à trois bâtons avec une monte pneumatique plus large, le freinage avant évolue avec des disques de plus grand diamètre. Le train arrière monolever est remplacé par le paralever de la K1.
Elle sera remplacée par la K 1100 RS qui ne sera en réalité qu'une évolution de la K 100 RS/1 mais moins rapide et performante, et surtout moins exclusive que sa prédécesseure. La K 1100 RS sera muni d'un moteur plus puissant, de cylindres plus rapprochés et d'un carénage redessiné couvrant le moteur complètement.

## K 100 RT
- Années de production : 1984-1988.
- Nombre de motos produites : 22335
- Prix : 15600 DM

Modèle de touring, elle reçoit le carénage de la K 100 LT avec une bulle fixe. Une bulle électrique était disponible en option.

## K 100 LT
- Années de production : 1987-1992.
- Nombre de motos produites: 14899
- Prix : 18530 DM

Modèle de touring haut de gamme, la K 100 LT se démarque par des options et un confort de roulage rares pour l'époque. Elle évoluera par la suite en K 1100 LT en reprenant les évolutions techniques de la K 1100 RS.

## Anecdotes
Christian Lakomski, président du BMW Moto Club de France, totalisait plus de 510 000 kilomètres au guidon de sa K 100 LT de 1987, avec un ensemble moteur/boite d'origine.

## Galerie

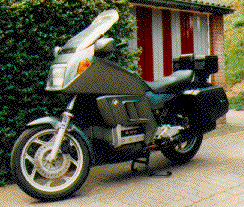
K 100 RT
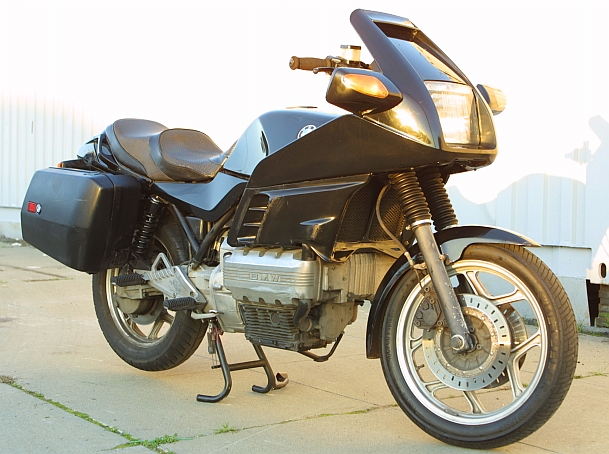
K 100 RS